# Altes Rathaus Poděbrady

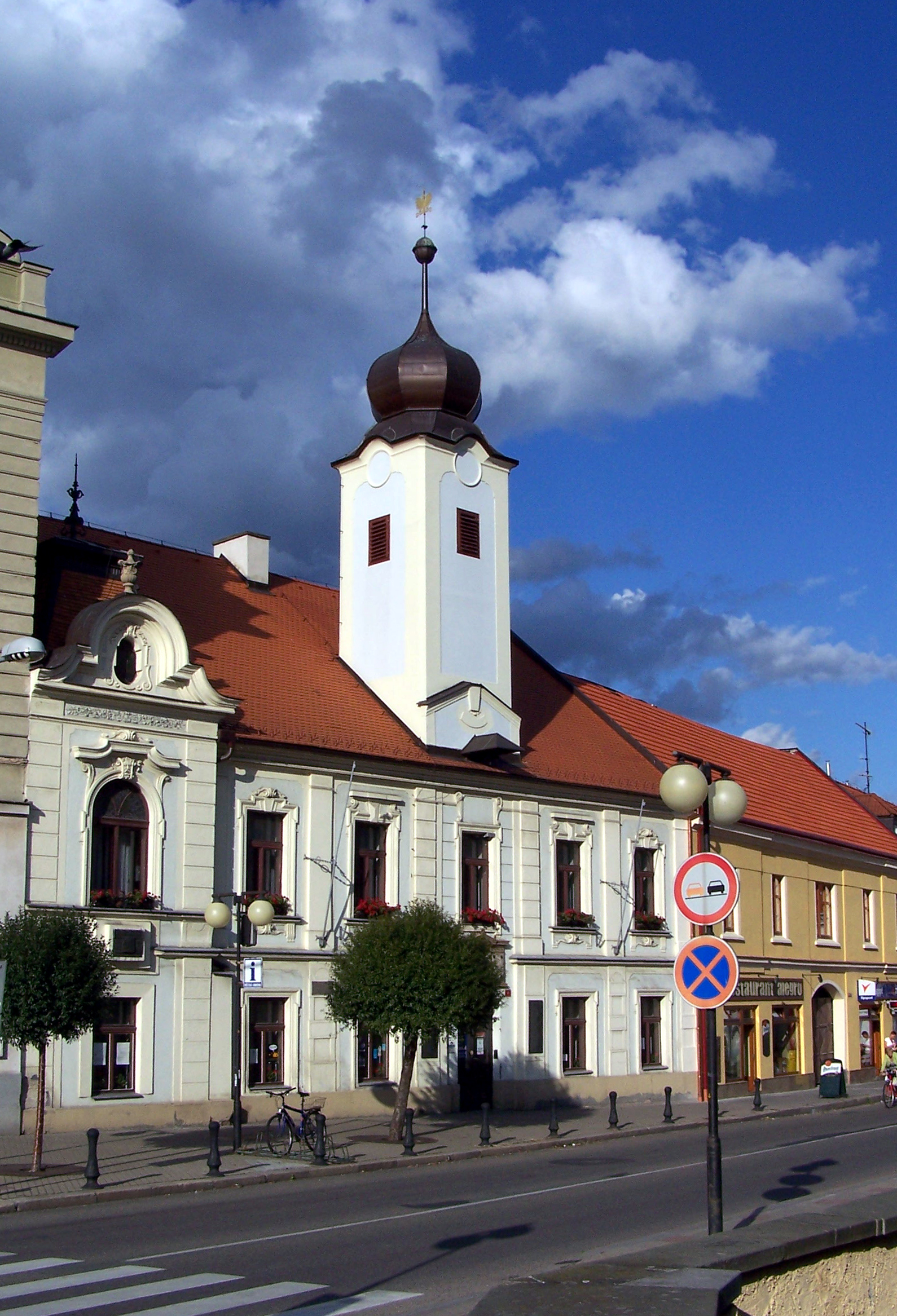
Altes Rathaus in Poděbrady

Das Alte Rathaus in Poděbrady (deutsch Podiebrad), einer tschechischen Stadt im Okres Nymburk der Mittelböhmischen Region, wurde ursprünglich im 16. Jahrhundert errichtet und 1775 bzw. 1814 umgebaut. Das Rathaus ist ein geschütztes Kulturdenkmal.
Das zweigeschossige Bauwerk wurde im Jahr 1814 um einen rechteckigen Turm ergänzt, der von einer Zwiebelhaube bekrönt wird.